# Weiche Materie
Unter englisch soft condensed matter ‚(Weiche Materie)‘ (kurz auch englisch soft matter) versteht man in den Naturwissenschaften kondensierte Phasen, die sich nur bedingt einem der Aggregatzustände „fest“ oder „flüssig“ zuordnen lassen. Dazu zählen unter anderem
- Flüssigkristalle (verwendet in LCDs)
- Plastische Kristalle
- Polymerschmelzen und -lösungen
- Gele (z. B. Götterspeise) / Gallert
- Polyelektrolyte (z. B. das Absorbermaterial in Windeln)
- Kolloidale Suspensionen (Tinte, Blut etc.)
- Elastomere (Gummi)
- Tenside

In dieser Materialklasse finden sich zahlreiche Modellsysteme zur Untersuchung grundlegender physikalischer Phänomene, insbesondere aus dem Bereich der Thermodynamik (z. B. Selbstorganisation, nichtlineare Materialeigenschaften, Phasenübergänge, der Glasübergang, kritische Phänomene). Zudem bestehen Berührungspunkte zur Biophysik. Das Studium der kondensierter Materie ist unmittelbar mit dem Fachgebiet Festkörperphysik verbunden.

### Artikel
- Sidney R. Nagel: Experimental soft-matter science. In: Reviews of Modern Physics. Band 89, Nr. 2, 12. April 2017, S. 025002, doi:10.1103/RevModPhys.89.025002 (englisch).
- Gerhard Gompper, Jan K. G. Dhont, Dieter Richter: Eine Welt zwischen Fest und Flüssig: Aktuelle Forschung an Weicher Materie. In: Physik in unserer Zeit. Band 34, Nr. 1, 2003, S. 19–25, doi:10.1002/piuz.200390003.
- Thomas A. Witten: Insights from soft condensed matter. In: Reviews of Modern Physics. Band 71, Nr. 2, 1. März 1999, S. S367–S373, doi:10.1103/RevModPhys.71.S367 (englisch).
- Frank S. Bates, Glenn H. Fredrickson: Block Copolymers—Designer Soft Materials. In: Physics Today. Band 52, Nr. 2, 1. Februar 1999, S. 32–38, doi:10.1063/1.882522 (englisch).
- P. G. de Gennes: Soft matter. In: Reviews of Modern Physics. Band 64, Nr. 3, 1. Juli 1992, S. 645–648, doi:10.1103/RevModPhys.64.645 (englisch).

### Fachbücher
- Monographien aus der Springer-Serie Soft and Biological Matter (ISSN 2213-1744)
- Masao Doi: Soft Matter Physics. 1. Auflage. Oxford University Press, Oxford ; New York 2013, ISBN 978-0-19-965295-2 (englisch).
- Masao Doi, Samuel F. Edwards: The Theory of Polymer Dynamics (= International Series of Monographs on Physics. Band 73). Reprint Auflage. Clarendon Press, Oxford 2013, ISBN 978-0-19-852033-7 (englisch).
- Thomas A. Witten, Philip A. Pincus: Structured fluids: Polymers, Colloids, Surfactants. Oxford University Press, Oxford ; New York 2004, ISBN 978-0-19-852688-9 (englisch).

### Journale
- Macromolecules
- Progress of Theoretical and Experimental Physics (PTEP) > J Cross-Disciplinary Physics > J4 Soft-matter physics
- Soft Matter (RSC)
- The European Physical Journal E (Soft Matter and Biological Physics)

### Sachbücher
- Roberto Piazza: Soft Matter: The stuff that dreams are made of. Springer Netherlands, Dordrecht 2011, ISBN 978-94-007-0584-5, doi:10.1007/978-94-007-0585-2 (englisch).